# Plata dulce
Plata dulce és una pel·lícula argentina de comèdia dramàtica-històrica de 1982 dirigida per Fernando Ayala sobre la base del guió d'Oscar Viale i Jorge Goldenberg. Protagonitzada per Federico Luppi i Julio de Grazia. Coprotagonitzada per Gianni Lunadei, Nora Cullen, Adriana Aizemberg i Flora Steinberg. També, va comptar amb l'actuació especial d'Alberto Segado. I la presentació de Marina Skell. Va ser estrenada el 8 de juliol d'aquest any i va rebre el Premi Cóndor de Plata a la millor pel·lícula el 1983.

## Ubicació històrica
El film està situat en un període en el qual per diverses raons d'ordre intern i extern, a l'Argentina va caure l'activitat industrial, es va incrementar l'activitat financera i el nombre de bancs en tant el deute extern va augmentar de manera pràcticament exponencial.

## Sinopsi
Dos empresaris, Carlos Teodoro Bonifatti (Luppi) i el seu soci Rubén Molinuevo (De Grazia), estan dedicats a la venda de farmacioles i intenten mantenir la seva fàbrica oberta enfront dels embats de la profunda política econòmica de desindustrialització que està duent a terme la  dictadura militar, que amenaça la pròpia subsistenbcia del seu negoci. Un d'ells, Bonifatti, és contactat pel seu vell amic Osvaldo Juan Arteche (Gianni Lunadei) per a dedicar-se amb ell als negocis financers i especulatius per a guanyar moltíssims diners, en tant Areche necessita comptar amb algú de confiança per a aquestes activitats. Bonifatti decideix llavors abandonar el negoci de les farmacioles i assumeix com a gerent d'un banc, mentre el seu ex soci Molinuevo s'obstina a continuar amb la fàbrica malgrat la greu crisi. Al principi els fets semblen donar-li la raó a Bonifatti quan comença a enriquir-se, obtenint cotxe nou, casa nova i forts guanys. No obstant això al poc temps es produeix un fet inesperat que canvia per sempre les vides de Bonifatti i Molinuevo.

## Canvi de títol
La pel·lícula anava a dir-se Dios ha de ser argentino, però poc temps abans de la seva estrena el govern militar havia començat la campanya bèl·lica per a recuperar les illes Malvines. Els productors van témer llavors que el públic es mantindria allunyat de la pel·lícula, creient que era simple propaganda patrocinada pel govern, i per tal motiu van canviar el títol.

## Repartiment
- Federico Luppi … Carlos Teodoro Bonifatti
- Julio De Grazia … Rubén Molinuevo
- Gianni Lunadei … Osvaldo Juan Arteche
- Nora Cullen … Doña Hortensia
- Adriana Aizemberg … Ofelia Molinuevo
- Flora Steinberg … Cora Bonifatti
- Alberto Segado … Licenciado
- Hernán Gené … Lucho
- Marina Skell … Patricia
- Alberto Busaid... Turco
- Emilio Vidal... Grajales
- Theodore Mc Nabney... Arthur Fridkin
- Ricardo Hamlin
- Carlos Eduardo Alcoba
- Rubén Cosenza
- Max Berliner... Fink
- Luis Alday... Charly
- Tito Pagés... Enòleg

## Premis
- Premi Cóndor de Plata a la millor pel·lícula 1983: Mejor película